# Schrikvogels
De schrikvogels (Phorusrhacidae) zijn een familie van uitgestorven vogels, behorende tot de Cariamiformes, die leefden van het vroege Paleoceen tot het laatste Pleistoceen.
De schrikvogels ontstonden in Zuid-Amerika en kwamen hoofdzakelijk daar voor. Een enkele soort (Titanis walleri) kwam voor in Florida en Texas, en er zijn enkele vondsten bekend uit Antarctica, hoewel hun classificatie als schrikvogels niet onomstreden is. In 2011 werd een mogelijk Afrikaans lid van de groep ontdekt: Lavocatavis africana; de classificatie van deze soort als schrikvogel is nog niet bevestigd. Ook een Europees lid bestaat mogelijk. De familie telt circa vijftien geslachten en negentien soorten, variërend in lengte van zestig centimeter tot drie meter.
Gedacht wordt dat de schrikvogels nauw verwant zijn aan de hedendaagse seriema's (Cariamidae). Deze vogels werden traditioneel tot de kraanvogelachtigen (Gruiformes) gerekend, maar recent DNA-onderzoek naar de taxonomie van de vogels plaatst ze aan de basis van de zangvogeltak van de 'landvogels'.
Na het uitsterven van de meeste dinosauriërs ontwikkelden de schrikvogels zich tot de toproofdieren in Zuid-Amerika, dat toen wegens het ontbreken van de landengte van Panama een geïsoleerd continent was. Hun enige concurrenten waren indertijd de sabeltandkatachtige buidelroofdieren uit de familie der Thylacosmilidae.
De schrikvogels waren erg divers. Leden van de onderfamilie Brontornithinae werden meer dan twee meter hoog en tot vierhonderd kilogram zwaar. Zij joegen waarschijnlijk vanuit een hinderlaag op grotere prooien. De Phorusrhacinae waren ongeveer even groot en soms zelfs groter, maar niet zo zwaar en moesten waarschijnlijk niet zo erg op hinderlagen vertrouwen om te jagen. De Psilopterinae daarentegen waren klein vergeleken met de andere schrikvogels: sommigen waren slechts zeventig centimeter hoog en ze wogen alle minder dan tien kilogram. Vermoedelijk joegen zij op de kleinere prooien die voor de grotere schrikvogels niet de moeite waard waren.
Lang werd het uitsterven van de schrikvogels aan het einde van het Plioceen toegeschreven aan de concurrentie met de zoogdieren die na het vormen van de landengte van Panama in Zuid-Amerika binnendrongen. Nieuw onderzoek heeft aangetoond dat de vogels overleefden tot het einde van het Pleistoceen, waardoor de oorzaak van hun uitsterven voorlopig onbekend is. De jongste vondsten van schrikvogels worden een paar duizend jaar ouder gedateerd dan de oudste sporen van menselijke bewoning in de Amerika's.

## Ontdekking en naamgeving

### De eerste resten

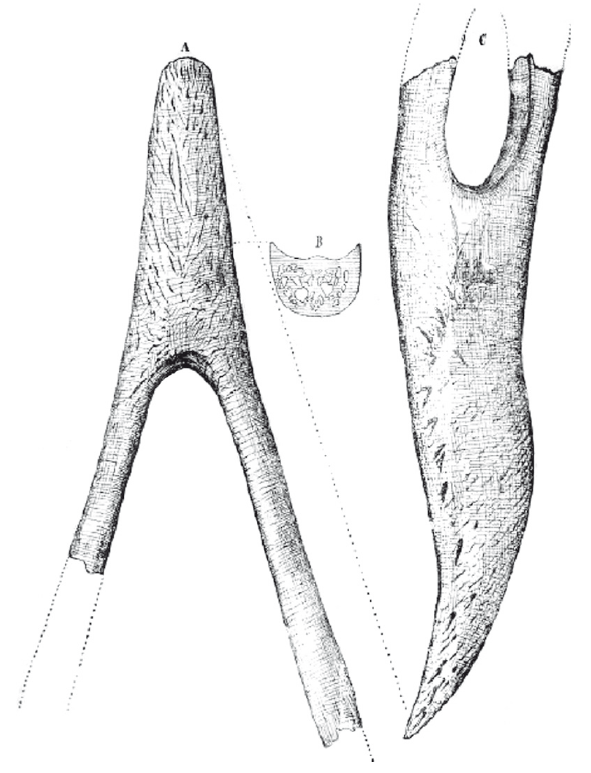
Schets van het holotype

Het eerste fossiel dat ooit van een schrikvogel gevonden werd, is een fragment van een onderkaak. Begin 1887 werd het gevonden door de paleontoloog Carlos Ameghino in de Santa Cruz provincie van Argentinië. Ameghino nam de fossielen mee en keerde in september terug van zijn eerste expeditie naar Patagonië. Op 18 november dat jaar werd Phorusrhacos longissimus, met meer dan 120 andere soorten die gevonden waren tijdens de expeditie, beschreven door zijn oudere broer, de bioloog Florentino Ameghino. Deze beschreef hem foutief als behorende tot een edentaat zoogdier en bleef daarbij toen hij, twee jaar later, een uitgebreidere beschrijving van de onderkaak gaf.

### Mesembriornis
Terwijl de gebroeders Ameghino bezig waren met hun "zoogdier", werd de eerste vermelding van reusachtige vogels in Argentinië gemaakt door een concurrent, Francisco Moreno. In 1888 publiceerde hij een verslag over de fossielen uit de vindplaats Monte Hermoso. Hij beschreef uitvoerig welke zoogdieren gevonden waren en vermeldde dat er ook "grote vogels" ("grandes pájaros") onder waren. Een jaar later verduidelijkte hij wat hij bedoelde. Moreno beschreef Mesembriornis, correct, als een gigantische vogel. Hoewel hij niet inzag dat de vogel niet kon vliegen en foutief dacht dat het een lid van de Anatidae was (een groep waar ook zwanen en eenden onder vallen), is zijn publicatie de eerste waarin de Phorusrhacidae beschreven worden als vogels.
De beschrijving van Mesembriornis en de vondst van een tweede, completere onderkaak deed Carlos in 1890 aan zijn broer het volgende schrijven:
Ook zijn Moreno's grote fossiele vogels, die ons zo verbaasd hebben (Mesembriornis, etc.) aan het licht gekomen. Het zijn inderdaad gigantische vogels, sommigen van hen misschien zo groot als Gastornis. Zou het niet kunnen zijn dat de bek van Phororhacos toebehoort aan een van deze vogels?
Florentino was aanvankelijk sceptisch, zoals blijkt uit zijn antwoord van 31 januari 1891:
Het lijkt mij onwaarschijnlijk dat de bek van Phororhacos behoort tot een gigantische vogel; want als dit zo was, zouden het vogels zijn compleet verschillend van diegene die we tegenwoordig kennen en zonder enkele relatie met de gigantische vogels van Madagascar en Nieuw Holland [Australië]. Ik geloof persoonlijk dat hij heel goed kan behoren tot een uitgestorven gigantische monotreem.

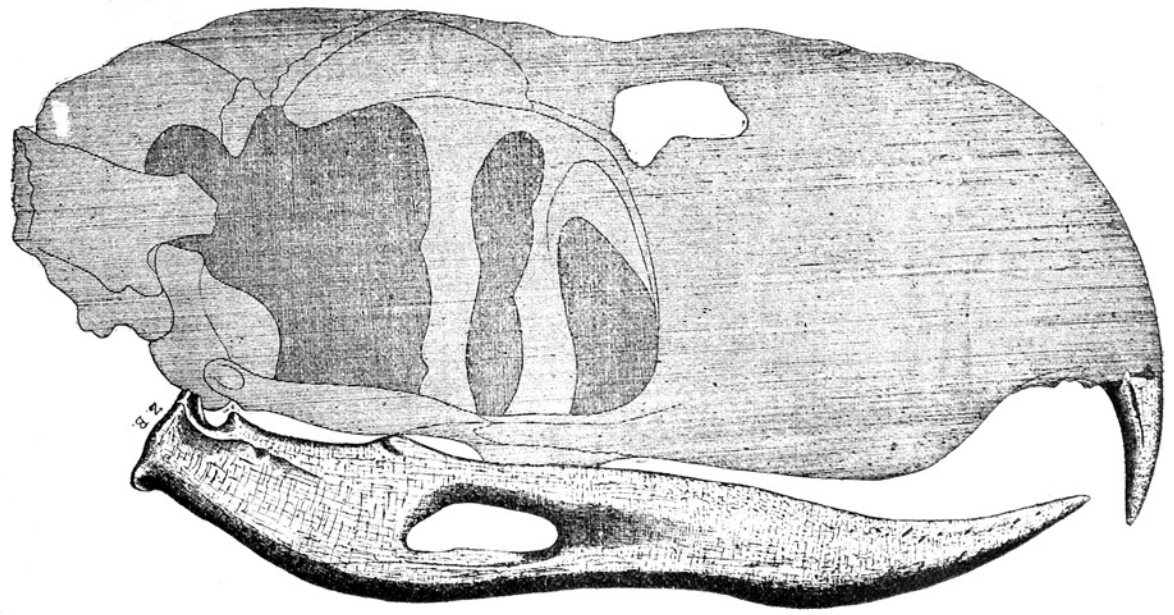
De vondst van deze schedel zorgde er mogelijk voor dat Florentino zijn mening veranderde over Phorusrhacos. De schedel was oorspronkelijk heel, maar een groot deel ervan (in deze schets lichter getekend) verbrokkelde snel na de vondst.

Om onbekende redenen, mogelijk door de ontdekking van een volledige schedel door Carlos, veranderde hij zijn mening in de eerste maanden van 1891. Later dat jaar publiceerden namelijk zowel hij als Moreno & Mercerat artikelen waarin ze Phorusrhacos herinterpreteerden als een grote uitgestorven vogel. Het is onduidelijk welke van de twee publicaties het eerst verscheen. Ameghino beweerde dat de zijne verscheen op 1 augustus en die van Moreno & Mercerat "tegen het einde van de maand". Volgens hen was hun artikel al in mei verschenen en die van Ameghino pas op 11 augustus. Tot vandaag is niet duidelijk wie gelijk heeft, maar de meeste wetenschappers volgen Moreno & Mercerat.

### Debone wars

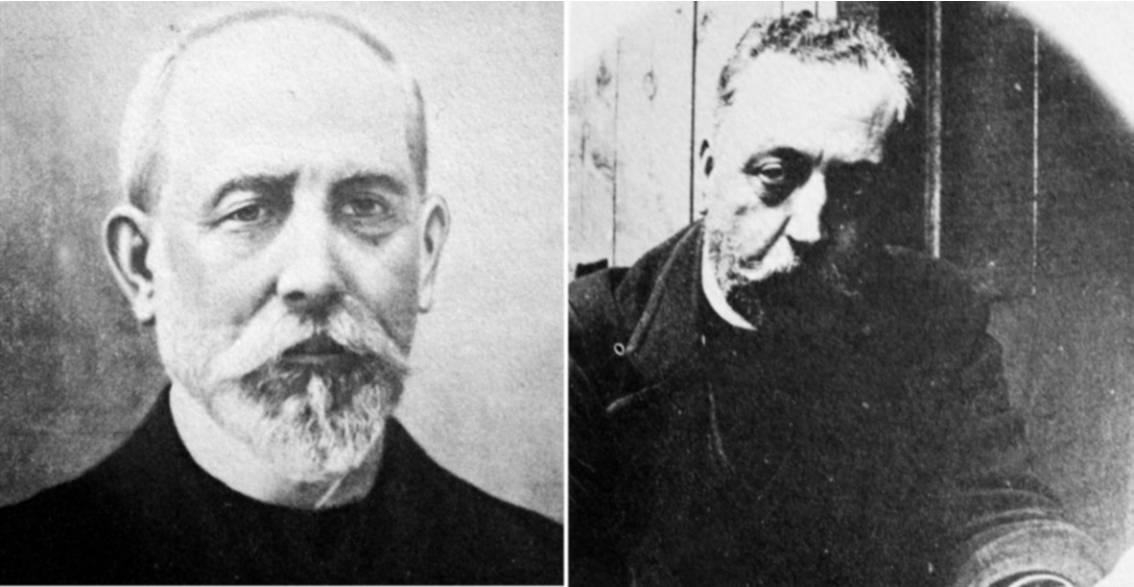
De gebroeders Florentino (links) en Carlos (rechts) Ameghino

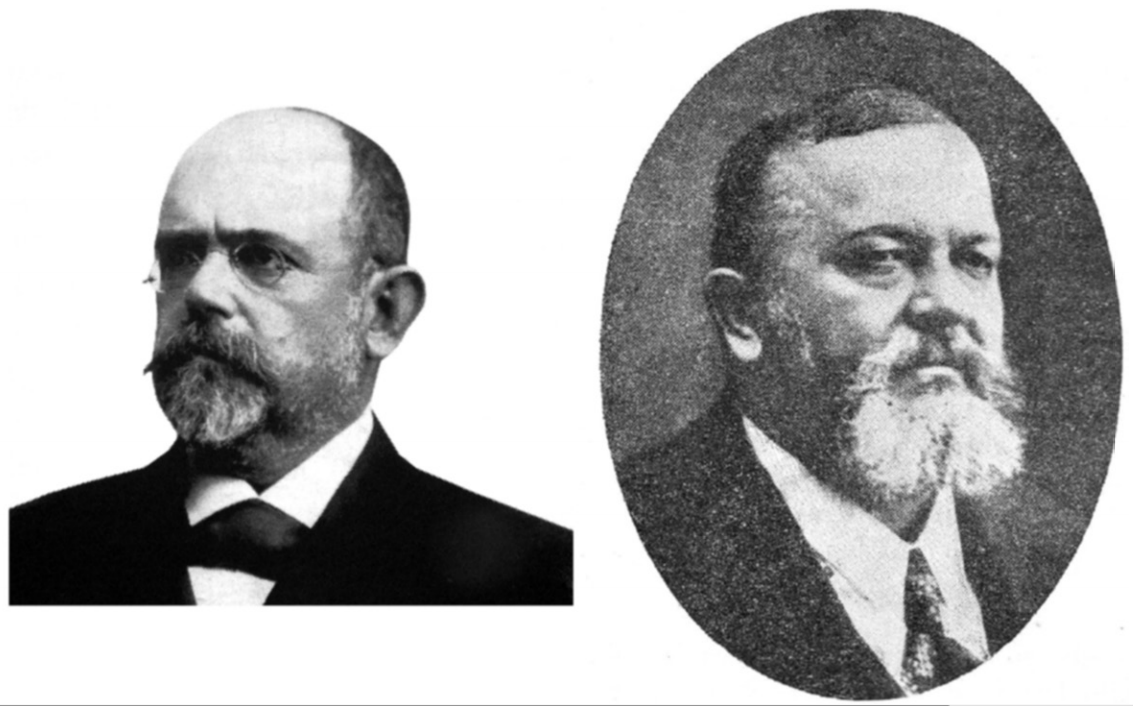
Moreno (links) & Mercerat (rechts)

Deze vervalsing van publicatiedata is het eerste teken van een soort van fossielenstrijd tussen Moreno & Mercerat aan de ene en Florentino Ameghino aan de andere kant. Een rivaliteit die vergeleken kan worden met de bone wars die ongeveer tegelijkertijd plaatsvonden in Noord-Amerika tussen Edward Drinker Cope en Othniel Charles Marsh. In de komende jaren publiceerden beide kanten telkens weer artikelen en catalogi waarin ze verklaarden dat de namen die door de andere waren gepubliceerd niet geldig zijn of dat ze door hen al vroeger waren gepubliceerd. Hierbij vervielen ze af en toe in dubieuze praktijken, zoals het hierboven vermelde vervalsen van publicatiedata en het zo snel mogelijk publiceren van erg gehaaste beschrijvingen van fossielen in tijdschriften die volledig onder hun controle stonden.
Net als bij de bone wars had deze strijd voornamelijk negatieve gevolgen: de nomenclatuur van de schrikvogels was achteraf een chaos door de vele synoniemen (soorten die twee namen hadden gekregen), en nomina dubia (soorten gebaseerd op te slecht materiaal) die waren ontstaan (zie ook Lijst van niet meer geaccepteerde schrikvogelnamen). Pas door het werk van Pierce Brodkorb in 1967 en het werk van Alvarenga & Höfling in 2003 kon hier wat orde in gebracht worden, maar er bestaan nog altijd onduidelijkheden. De concurrentiestrijd leidde tot de beschrijving van een groot aantal tot dan onbekende fossielen en zorgde voor een grotere bekendheid van de schrikvogels.

### Phororhacidae, Phorusrhacidae of Phorusrhacosidae?
In 1889 "corrigeerde" Ameghino de geslachtsnaam Phorusrhacos in het grammaticaal correctere Phororhacos. In dezelfde publicatie benoemde hij de familie, waarvan hij de naam baseerde op de "gecorrigeerde" spelling Phororhacos en hij noemde de familie "Phororhacosidae". De familienaam werd in 1893 door Richard Lydekker verbeterd in "Phororhacidae". De "gecorrigeerde" spelling werd overgenomen door andere auteurs en raakte in zwang. In 1963 argumenteerde Brodkorb dat de naam Phorusrhacos prioriteit heeft over Phororhacos, en dat de naam van de familie volgens de regels "Phorusrhacidae" moest luiden. In zijn Catalogue of fossil birds van 1967 gebruikte hij die namen.
In 1989 dienden Chiappe en Soria een verzoek in bij de International Commission on Zoological Nomenclature om de naam Phororhacos te conserveren omdat die de meest gebruikte was, maar de naam Phorusrhacos onder artikel 23.1 van de ICZN prioriteit had en de beschikbare (geldige) naam was. Onder artikel 29 en 19.2 van de ICZN was dan "Phorusrhacidae" en niet het veelgebruikte "Phororhacidae" de geldige familienaam. De commissie besliste in 1992, met vijftien voorstemmen en veertien tegenstemmen in Opinion 1687, dat de naam Phorusrhacos en de daarvan afgeleide namen niet onderdrukt moesten worden en plaatste "Phororhacos", "Phororhacosidae" en "Phororhacidae" op de "index van verworpen en ongeldige namen". De naam "Phorusrhacidae" is daarmee de officieel vastgestelde familienaam.

## Evolutie

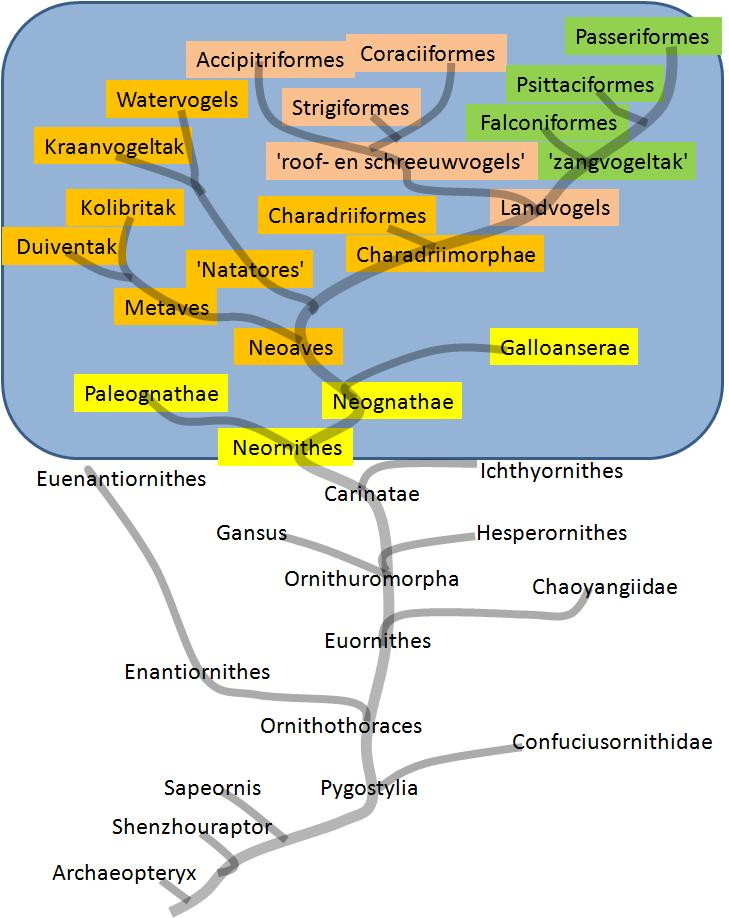
Een stamboom van de vogels; de schrikvogels zouden aan de basis van de zangvogeltak staan

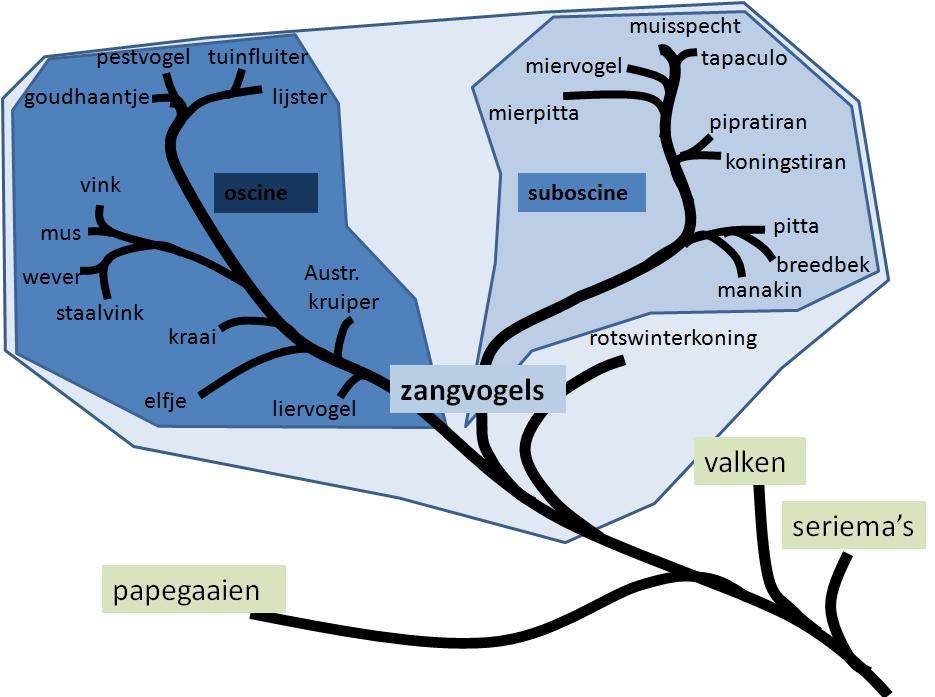
De schrikvogels (seriema's) aan de basis van de zangvogeltak

### Aenigmavis
Lang is gedacht dat de kleine Aenigmavis, die is gevonden in de Duitse Messelschaliën, de voorouder van de schrikvogels was. Aenigmavis was zo groot als een kip en leefde tegelijk met de primitieve looproofvogel Gastornis. Inmiddels lijkt Aenigmavis niet de voorouder van de schrikvogels te zijn. De precieze classificatie van dit dier is nog onduidelijk, maar Alvarenga en Höfling zien voldoende aanknopingspunten om de familie Ameghinornithidae, waartoe 'Strigogyps behoort, in de orde Cariamiformes op te nemen.

### Ontstaan
De oudste overblijfselen van schrikvogels in Zuid-Amerika werden door Herculano Marcos Ferraz de Alvarenga beschreven in 1985. Ze komen uit het paleoceen van Brazilië. Ze ontwikkelden zich daar waarschijnlijk na het einde van het Krijt in Zuid-Amerika als een gevolg van de isolatie van dat continent. De Landengte van Panama, die Zuid- en Noord-Amerika met elkaar verbindt, was toen nog niet ontstaan. Daar ontwikkelden ze zich in het Mioceen tot de voornaamste roofdieren van het continent. De schrikvogels vervingen in deze rol grotendeels de Sparassodonta. Deze zustergroep van de buideldieren omvatte de voornaamste Zuid-Amerikaanse carnivoren in het Oligoceen met Borhyaena als bekendste vertegenwoordiger. Thylacosmilus overleefde naast de schrikvogels tot in het Plioceen. Verschillende Zuid-Amerikaanse diersoorten, zoals de grondluiaards en de glyptodonten, ontwikkelden een bescherming tegen de schrikvogels in de vorm van zware pantsers en klauwen. In het Plioceen breidden de schrikvogels zich uit naar Centraal- en Noord-Amerika, toen het Amerikaanse continent verenigd werd met het sluiten van de Landengte van Panama.

### Nieuwe concurrentie en uitsterven
Na het ontstaan van deze landbrug kwamen de schrikvogels in Zuid-Amerika in contact met placentadieren zoals wolven, jaguars en sabeltandkatten. Deze roofdieren joegen op dezelfde prooien als de schrikvogels en waren, om tot nog toe onduidelijke redenen, blijkbaar beter aangepast om dat te doen. In ieder geval heeft deze nieuwe voedselconcurrentie er waarschijnlijk toe geleid dat de schrikvogels aaseters werden in plaats van actieve jagers. Vroeger werd ook gedacht dat ze heeft gezorgd voor het uitsterven van de familie. Nieuwe vondsten tonen echter aan dat de schrikvogels zich lang konden handhaven, ondanks deze concurrentie. Geslachten zoals Titanis en Mesembriornis overleefden tot in het midden van het Pleistoceen. Een ongedetermineerd exemplaar uit Uruguay komt zelfs uit het late Pleistoceen. De oorzaak voor het uitsterven van de familie tijdens het einde van dit tijdvlak blijft dus onbekend.

## Kenmerken

### Algemene bouw
|                                                                                         |  |  |
| Psilopterus en Kelenken, de kleinste en grootste vertegenwoordigers van de schrikvogels |  |  |

Alle vogels zijn theropode dinosauriërs. De schrikvogels waren vleesetende vogels, waarvan de voorouders het vermogen tot vliegen hadden verloren. Hun meestal redelijk slanke lichaam werd gedragen door de twee achterpoten. De bij de eerdere dinosauriërs lange staart was veranderd in een korte stomp. De spieren die de achterpoten bewogen, zaten daarom vast aan de achterkant van het bekken. De vleugels waren gekrompen en hadden nagenoeg hun nut verloren. Boven op de lange hals zat een redelijk groot hoofd, waarvan een groot deel bestond uit de grote, tandeloze snavel.

### Kenschetsing
Om de familie te onderscheiden van andere families in hun orde, gaven Alvarenga & Höfling vijftien diagnostische eigenschappen. Deze zijn:
1. een grote of zelfs gigantische bouw
2. de vorm van het lichaam, vooral dat de premaxilla, de heupen en de schouders en ribbenkast erg smal zijn, waardoor de vogels er aan de voorkant slank uitzien
3. een grote, vooral hoge premaxilla, met een puntige, stevige tip in de vorm van een haak
4. een onderkaak met een erg stevige symfysis, de vergroeiing aan de voorkant
5. grote, goed lucht doorlatende neusgaten zonder neustussenschot
6. een desmognaat verhemelte
7. de aanwezigheid van een goed ontwikkelde processus basipterygoides
8. een duidelijke vorming van de processus basipterygoides in het middendeel van de ossa pterygoida
9. afwezigheid van de uitsteeksels die bij sommige vogels op de ribben voorkomen, de processus uncinati
10. een geslonken voorste helft van het schaambeen, zoals bij de havikachtigen
11. de gekrompen vleugels en het verliezen van de mogelijkheid te vliegen
12. een ravenbeksbeen met een extreme reductie van de processus procoracoidei en de processus acrocoracoidei en een groot scapulair facet, in de vorm van een groef in de top ervan.
13. een opperarmbeen waarvan de binnenste tuberkel naar boven uitstulpt, een sterk gebogen bovenste helft van de diafyse en een aan de onderkant sterk uitgesproken processus flexorius
14. een tarsometatarsus die geen groeven heeft voor de pezen en met een hypotarsus die, van onder bekeken, driehoekig is
15. sterk gebogen klauwen

### Grootte
De schrikvogels behoren zonder twijfel tot de grootste vogels die ooit hebben bestaan en vertonen een grote onderlinge variatie in hun afmetingen. Het kleinste lid, Psilopterus bachmanni, had een rughoogte van zestig centimeter, terwijl de grootste schrikvogel, Kelenken guillermoi, met opgericht hoofd bijna drie meter hoog was. Ze werden gekenmerkt door hun slanke lichaamsbouw.

#### Intraspecifieke variatie
Van enkele leden van de familie is gesuggereerd dat zij intraspecifieke variatie, zoals seksuele dimorfie vertoonden. Van Brontornis zijn twee morfologisch identieke botten gevonden, waarbij het ene ongeveer 33% kleiner is dan het andere. Beide zijn in dezelfde formatie gevonden, wat betekent dat ze uit dezelfde regio en ongeveer dezelfde tijd stammen. Hoewel het dus mogelijk is dat deze botten twee soorten voorstellen, is het onwaarschijnlijk dat twee erg gelijkaardige roofdieren samen voorkwamen.
Ook het Noord-Amerikaanse geslacht Titanis vertoont een grote variatie in de grootte van het gevonden materiaal, waardoor gedacht wordt dat het seksuele dimorfie vertoonde.
Deze intraspecifieke variatie was niet beperkt tot de grotere geslachten. Er zijn aanwijzingen bij het kleinere geslacht Psilopterus. Voor het geslacht zijn meerdere soorten beschreven, veelal gebaseerd op kleine grootteverschillen. Het is dus mogelijk dat zij in feite allemaal één soort voorstellen. Tegenwoordig worden ze beschouwd als aparte soorten, omdat er ook andere verschillen zijn.

### Vleugels
In de loop van hun evolutie werden de vleugels van de schrikvogels steeds kleiner. Hierdoor waren de grotere geslachten met zekerheid niet in staat om te vliegen. Mogelijk hadden die kleine vleugels toch nog nut: tijdens het lopen konden ze mogelijk naar de zijkanten worden uitgestrekt om de stabiliteit en beweeglijkheid te verbeteren; een rol die bij hun voorouders, dinosauriërs die geen vogels waren, werd vervuld door de lange staart. Het is onzeker of de kleinere schrikvogels, zoals Psilopterus konden vliegen: Tonni en Tambussi kwamen in 1988 tot de conclusie dat Psilopterus, een kleiner geslacht, kon vliegen. Alvarenga en Höfling spraken dit in 2003 tegen door het geslacht te vergelijken met de nog levende Kuifseriema.

## Gedrag

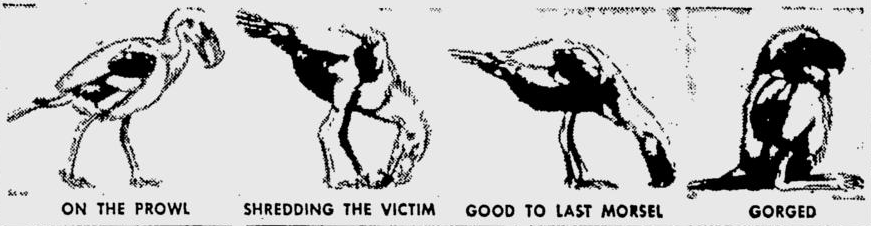
Verschillende houdingen van Mesembriornis

### Jacht
De schrikvogels joegen voornamelijk op zicht, het reukgevoel was onderontwikkeld. De ogen waren hiervoor speciaal aangepast: Het traanbeen had achteraan een uitstulping, waardoor de ogen tegen het felle zonlicht werden beschermd. Een gelijkaardige aanpassing bestaat tegenwoordig nog bij de valken.

#### Snelheid
De slanke schouders en heupen van de schrikvogels maakten het hun mogelijk om ook in hoge vegetatie behendig en snel rond te lopen. Onderzoek uit 2005 van de Uruguayaanse wetenschappers R. Ernesto Blanco en Washington W. Jones bevestigt dit. Zij onderzochten de maximale loopsnelheid van de schrikvogels aan de hand van de stevigheid van de botten van de poten. Deze methode levert goede en betrouwbare resultaten op voor struisvogels, nandoes en emoes, drie levende soorten die wat betreft uiterlijk het meest met de schrikvogels overeenkomen. De bepalingen suggereren dat verschillende soorten schrikvogels dezelfde rensnelheid hadden als de hedendaagse struisvogel: 50 km/uur. Voor Mesembriornis, een zeventig kilogram zware schrikvogel, kwam men uit op 97 km/uur, vergelijkbaar met de moderne jachtluipaard.

#### Harde trappers
Sommige wetenschappers vermoeden dat de sterke poten van Mesembriornis niet gerelateerd waren aan het hard kunnen rennen, maar dat de sterke botten een andere functie hadden. Een van de verklaringen is dat Mesembriornis zijn poten gebruikte om prooidieren onderuit te trappen. De botten van de poten van Mesembriornis blijken immers krachtig genoeg om die van middelgrote dieren te breken. Niet alleen was het prooidier door de krachtige trap direct uitgeschakeld, ook zou Mesembriornis op deze manier makkelijk bij het voedzame beenmerg gekund hebben.

#### Manier van toeslaan

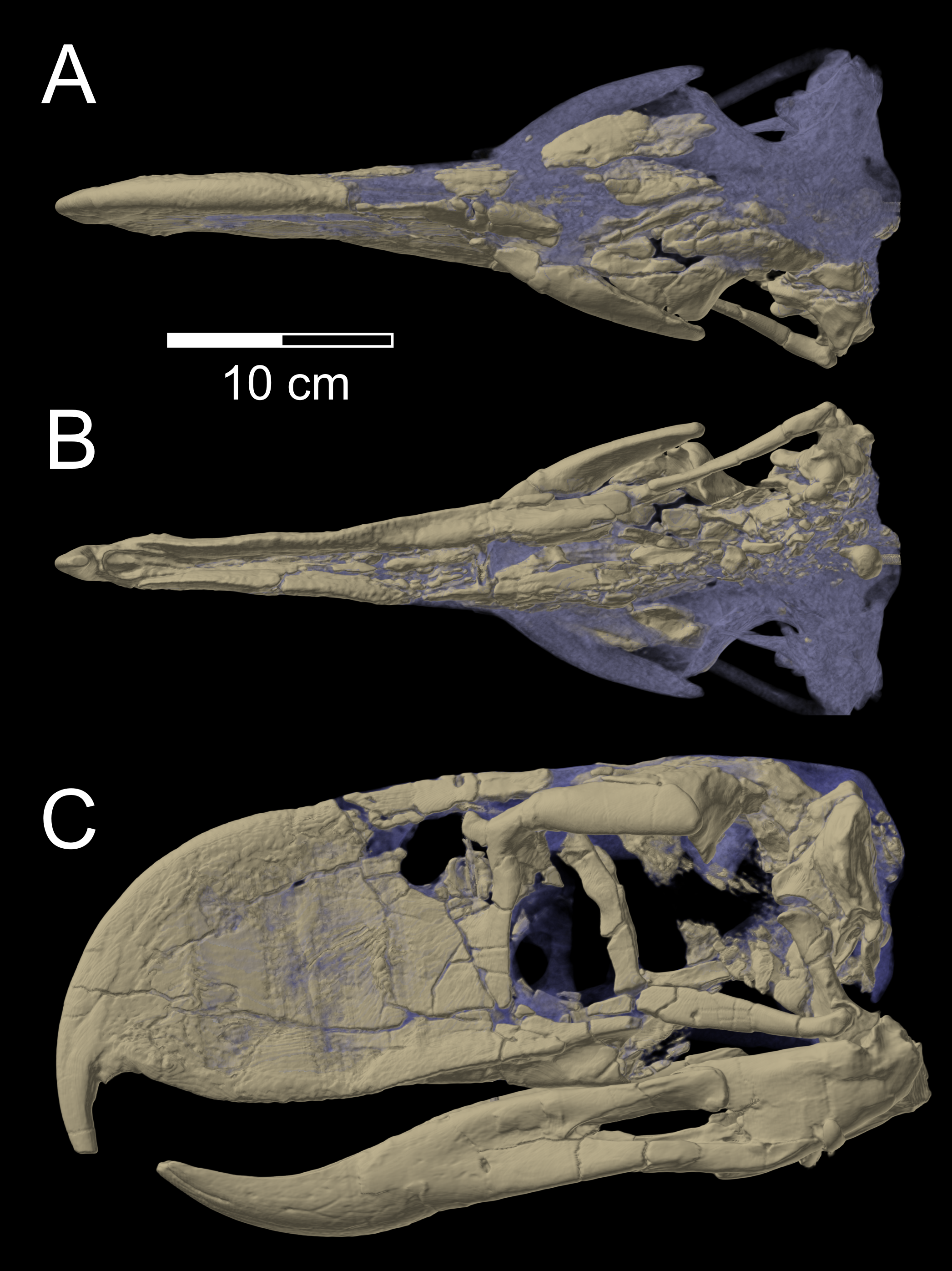
Een in de studie gebruikte CT-scan van de schedel van Andalgalornis

De bovenkaken van de schrikvogels waren erg smal, waardoor kleinere prooien gemakkelijk konden worden gegrepen, zelfs als ze zich tussen stenen of boomwortels hadden verscholen.. Deze kleinere prooien werden waarschijnlijk in hun geheel ingeslikt, maar over of en hoe grotere prooien werden aangevallen, bestonden langere tijd meerdere theorieën.
Een studie die hier duidelijkheid in probeerde te scheppen werd in 2010 uitgevoerd door Degrange et al.. Hiervoor onderzochten ze de schedel van Andalgalornis met behulp van CT-scans en morfologische analyses. Ze ontdekten hierbij dat de bijtkracht van deze schrikvogel met 133 newton relatief laag was in vergelijking met nog levende roofdieren (De studie geeft ter vergelijking de bijtkracht van de maar 5,9 kg wegende Patagonische vos: 131 N).
Ze wees ook uit dat de schedel relatief slecht bestand is tegen zijdelingse krachten, wat de theorie dat schrikvogels hun prooien vastpakten en heen en weer schudden in een poging de rug te breken, onwaarschijnlijk maakt. De schedel was wel goed bestand tegen krachten uitgeoefend op de voor- of bovenkant. Hieruit concluderen de auteurs dat schrikvogels enkel joegen op kleinere prooien. Als ze joegen op grotere prooien, zouden ze dat enkel doen door een reeks gerichte klappen met de bek in een hit-and-run-tactiek.
Deze bevindingen werden twee jaar later bevestigd door een onderzoek naar de hals van dezelfde schrikvogel. De onderzoekers ontdekten hierbij dat het dier met zijn schedel snel naar voren gerichte klappen kon uitvoeren. Hierna waren de ligamenten en spieren in de hals in staat om de schedel snel weer naar achteren te trekken om opnieuw toe te slaan.

### Voortplanting
Zoals alle vogels waren de schrikvogels eierleggend. De eieren werden waarschijnlijk uitgebroed in grote nesten op de grond, maar tot nu toe zijn er nog geen vondsten van. De grootte van deze eieren varieerde waarschijnlijk sterk tussen de verschillende geslachten. De grotere geslachten hadden vermoedelijk eieren zo groot als die van de moderne struisvogels, met ongeveer de grootte van een basketbal.

### Geluiden
Het is erg moeilijk om gefundeerde uitspraken te doen over de geluiden van uitgestorven dieren, maar onderzoek door Lawrence Witmer, waarbij een CT-scan van de schedel van een schrikvogel werd genomen, wees uit dat sommige schikvogels een grote, volledig holle ruimte bezaten vooraan in hun snavel. Het doel van deze holte is nog onduidelijk, maar een van de mogelijkheden is dat ze diende als een soort klankkast. Door met hun bek te klepperen zouden ze dan een duidelijk hoorbaar geluid hebben kunnen produceren. Dit gedrag is bekend van enkele nog levende vogels, zoals de ooievaar. Datzelfde onderzoek wees ook uit dat schrikvogels waarschijnlijk goed waren in het onderscheiden van verschillende geluiden.

## Voorkomen
Het primaire verspreidingsgebied van de schrikvogels was Zuid-Amerika. Op dat continent ontstonden ze waarschijnlijk, overleefden ze het langst en bereikten ze hun grootste diversiteit. De schrikvogels kwamen echter niet enkel voor in Zuid-Amerika. Ze kwamen met zekerheid ook voor in Noord-Amerika en bovendien mogelijk in Antarctica, Europa en Afrika.

### Noord-Amerika

Soortenmigratie tijdens de Great American Biotic Interchange

De enige algemeen geaccepteerde soort buiten Zuid-Amerika is Titanis walleri uit Noord-Amerika. Ze is bekend van meerdere vondsten in Florida en Texas en moet tijdens de Great American Biotic Interchange over de nieuwgevormde landbrug van Zuid- naar Noord-Amerika gemigreerd zijn. Er bestaat wel discussie over of Titanis walleri echt een eigen soort is en niet een variant van Phorusrhacos, maar er bestaat geen twijfel dat er schrikvogels leefden in Noord-Amerika.
Titanis is ook een van de meest recente schrikvogels en werd zelfs tot de vondst uit Uruguay gezien als de jongste bekende schrikvogel. De gevonden fossielen stammen uit het late Plioceen.

### Antarctica
Het is mogelijk dat de schrikvogels naast hun voornamelijke verspreidingsgebied, Zuid-Amerika, ook voorkwamen in Antarctica. De eerste vondst in Antarctica werd gedaan en voor het eerst gerapporteerd in 1987, maar werd pas in 1989 vollediger beschreven. Ze bestaat uit het voorste deel van een schedel. Hierna zijn nog meerdere vondsten van dit continent gemeld. In 2006 rapporteerden Judd Case et al. over de vondst van een geïsoleerd dijbeen op het eiland Vega (Grahamland, Antarctica). Dit dijbeen is niet te onderscheiden van het dijbeen van de hedendaagse seriema's (Cariama). Gedacht wordt dat de vogel waaraan het bot toebehoorde zeer nauw verwant moet zijn aan de gemeenschappelijke voorouder van de Cariamidae en de Phorusrhacidae. Op het King George-eiland in West-Antarctica werden twee geïsoleerde voetafdrukken, elk twaalf centimeter lang, gevonden in 55 miljoen jaar oude gesteenten. Zij werden ofwel gemaakt door een lid van de Ratites of door een schrikvogel.
Deze classificaties zijn omstreden. In 2012 publiceerde Marcos M. Cenizo een artikel waarin hij verklaarde dat er "geen empirisch bewijs" is voor de aanwezigheid van schrikvogels in Antarctica. Hij wees er op dat bijna al deze Antarctische exemplaren nog geen formele analyse ondergaan hadden. Bij zijn heronderzoek wees hij dan ook enkele exemplaren toe aan de loopvogels en Pelagornithidae en weerlegde de status van schrikvogel van andere exemplaren door te wijzen op kenmerkende eigenschappen die bij hen ontbreken. Ook stelde hij, op basis van zijn andere vindingen, voor dat de op King-George-eiland gevonden afdrukken inderdaad door een loopvogel werden gemaakt en niet door een schrikvogel.
Als men er van uitgaat dat de schrikvogels wel voorkwamen in Antarctica, leefden de oudst bekende schrikvogels tijdens het Paleoceen en vroege Eoceen in Zuid-Amerika en Antarctica. De laag waarin het dijbeen uit 2006 werd gevonden wordt gedateerd op vroeg-Maastrichtien, waarmee het fossiel ongeveer zeventig miljoen jaar oud zou zijn en dus de oudste bekende schrikvogelvondst.

### Afrika

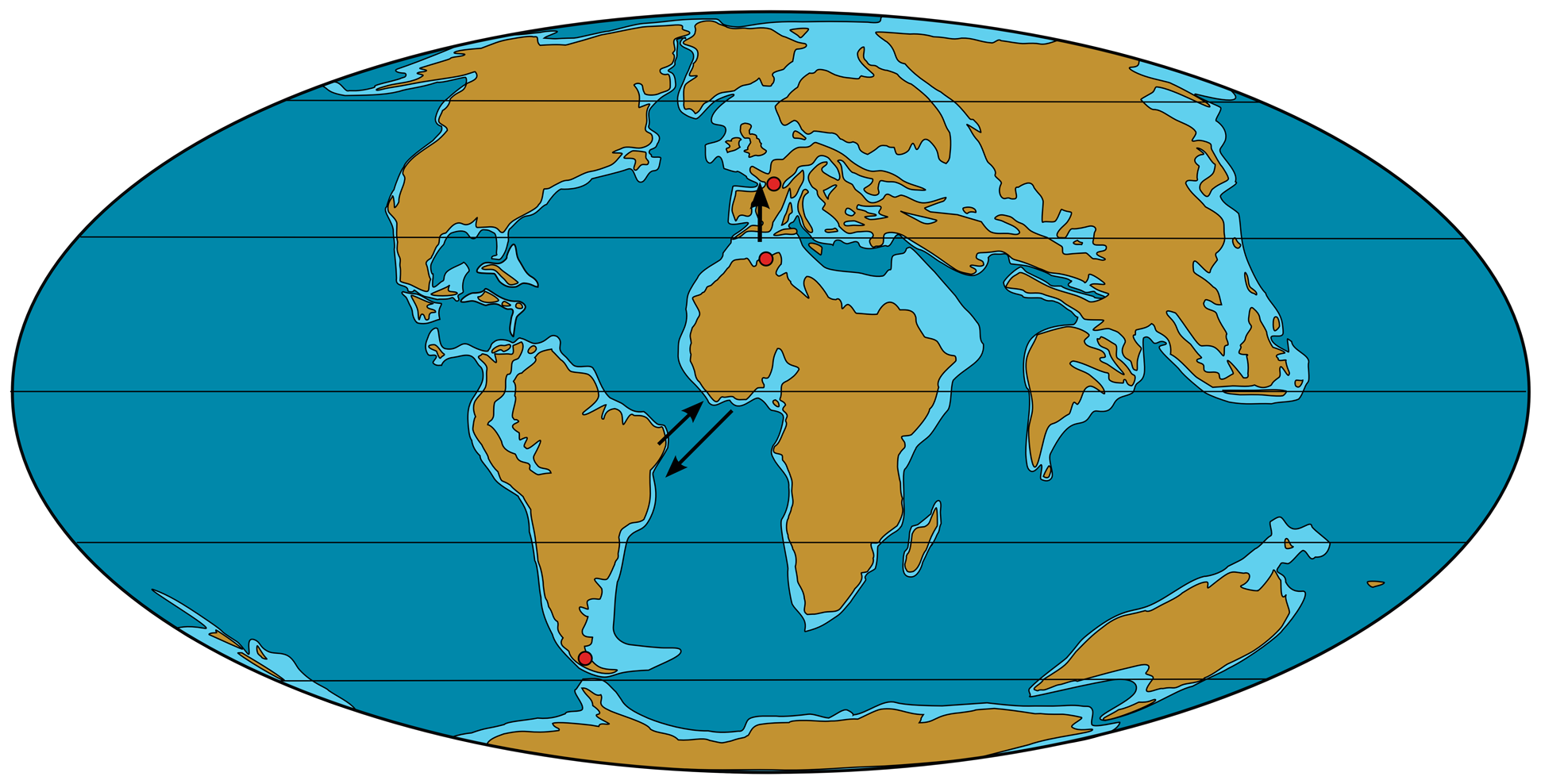
De verspreiding van de schrikvogels naar Afrika en Europa

Er zijn nog geen schrikvogels bekend uit Afrika. In 2011 werd wel Lavocatavis africana beschreven. De auteurs wezen deze soort toe aan de Phorusrhacoidea, de superfamilie waartoe ook de schrikvogels behoren. Lavocatavis is dus, hoewel niet zelf een schrikvogel, toch erg dicht met hen verwant. Ze stelden voor dat de soort daar terecht zou kunnen gekomen zijn doordat een hypothetische voorouder ervan, die nog een beperkt vluchtvermogen had, over de Atlantische Oceaan geëmigreerd is. Een andere mogelijkheid is dat deze voorouder wel al het vermogen te vliegen verloren had, maar toch over de oceaan emigreerde door middel van enkele hypothetische eilanden in de Atlantische Oceaan.

### Europa
Zoals hierboven al vermeld is werd lang gedacht dat de Ameghinornithidae Europese vertegenwoordigers van de schrikvogels waren. Deze interpretatie wordt tegenwoordig niet meer geaccepteerd. Er zijn zelfs indicaties dat de Ameghinornithidae planteneters waren, wat ze nog meer zou onderscheiden van de ongetwijfeld vleesetende schrikvogels.
In 2013 werd echter een nieuwe soort benoemd: Eleutherornis cotei. De fossielen waarop deze soort gebaseerd is, zijn al langer gekend, maar pas in 2013 werd voorgesteld dat ze zouden kunnen behoren tot een schrikvogel, meer bepaald tot een lid van de Psilopterinae. De auteurs vermoeden dat deze schrikvogelsoort via Afrika (zie hierboven) naar Europa gekomen is door de Tethysoceaan over te steken.

## Onderverdeling
Alvarenga en Hofling stelden in 2003 een indeling van de Phorusrhacidae voor waarbij de familie wordt onderverdeeld in vijf onderfamilies:
- Brontornithinae: deze onderfamilie omvat de zwaarste vormen, met korte poten en grote snavels. Fossielen van deze groep dateren van 27 tot 17 miljoen jaar geleden. De grootst bekende schrikvogel, Brontornis burmeisteri, behoort tot deze onderfamilie. Deze soort was bijna drie meter hoog en had een gewicht van ongeveer 500 kilogram.
  - Geslacht: Brontornis Moreno & Mercerat, 1891
  - Geslacht: Paraphysornis Alvarenga, 1993
  - Geslacht: Physornis Ameghino, 1895
- Mesembriornithinae: de middelgrote soorten uit deze kleine onderfamilie (één geslacht met twee soorten) zijn de slankste van alle schrikvogels en horen daarnaast ook bij de recentste.[12]
  - Geslacht: Mesembriornis Moreno, 1889
- Patagornithinae: in deze onderfamilie zijn soorten ondergebracht die in hoogte variëren tussen de 1,4 en 1,7 meter, waarmee het middelgrote schrikvogels zijn.
  - Geslacht: Andalgalornis Patterson & Kraglievich, 1960
  - Geslacht: Andrewsornis Patterson, 1941
  - Geslacht: Patagornis Moreno & Mercerat, 1891
- Phorusrhacinae: deze onderfamilie omvat grote, maar minder stevig gebouwde vormen, die een hoogte bereikten van twee tot drie meter. Fossielen van deze groep dateren van 27 tot 3 miljoen jaar oud. De schrikvogel met de grootste bekende snavel, Kelenken guillermoi, en de enige schrikvogel gevonden in Noord-Amerika, Titanis walleri, behoren tot deze onderfamilie.
  - Geslacht: Devincenzia Kraglievich, 1932
  - Geslacht: Phorusrhacos Ameghino, 1887
  - Geslacht: Titanis Brodkorb, 1963
  - Geslacht: Kelenken Bertelli et al., 2007
- Psilopterinae: deze onderfamilie omvat de kleinste vormen, die een hoogte bereikten van maximaal één meter en maar ongeveer acht kilogram wogen. Fossielen van deze groep dateren van 62 tot 3 miljoen jaar oud. De kleinst bekende schrikvogel, Psilopterus bachmanni, behoort tot deze onderfamilie.
  - Geslacht: Paleopsilopterus Alvarenga, 1985
  - Geslacht: Procariama Rovereto, 1914
  - Geslacht: Psilopterus Moreno & Mercerat, 1891
  - Geslacht: Eleutherornis Angst et al., 2013

Deze indeling wordt tegenwoordig door de meeste wetenschappers geaccepteerd. Een dergelijke indeling heeft echter het nadeel dat de verwantschappen tussen deze onderverdelingen niet duidelijk worden. Door middel van een cladistische analyse kunnen deze exact uitgerekend worden. In 2011 publiceerden Bertelli, Chiappe en Herculano Alvarenga een dergelijke cladistische studie naar de fylogenie van de Phorusrhacidae waarin door een computerprogramma de stamboom van die groep was berekend die het minste aantal evolutionaire veranderingen vooronderstelde en dus het waarschijnlijkst was. De resultaten van hun onderzoek worden weergegeven in dit cladogram:
|  | Mesembriornis milneedwardsi |
|  |                             |
|  | Mesembriornis incertus      |
|  |                             |

|  | Psilopterus bachmanni |
|  |                       |
|  | Psilopterus lemoinei  |
|  |                       |
|  | Psilopterus colzecus  |
|  |                       |
|  | Procariama simplex    |
|  |                       |

|  | Patagornis marshi                                                         |
|  |                                                                           |
|  | Andrewsornis abboti                                                       |
|  |                                                                           |
|  | Andalgalornis steulleti                                                   |
|  |                                                                           |
|  | Phorusrhacos longissimus                                                  |
|  |                                                                           |
|  | Titanis walleri                                                           |
|  |                                                                           |
|  | \| \| Devincenzia pozzi \| \| \| \| \| \| Kelenken guillermoi \| \| \| \| |
|  |                                                                           |
|  | Brontornis burmeisteri                                                    |
|  |                                                                           |
|  | Physornis fortis                                                          |
|  |                                                                           |
|  | Paraphysornis brasiliensis                                                |
|  |                                                                           |
|  | Devincenzia pozzi                                                         |
|  |                                                                           |
|  | Kelenken guillermoi                                                       |
|  |                                                                           |

|  | Devincenzia pozzi   |
|  |                     |
|  | Kelenken guillermoi |
|  |                     |

|  | Psilopterus bachmanni |
|  |                       |
|  | Psilopterus lemoinei  |
|  |                       |
|  | Psilopterus colzecus  |
|  |                       |
|  | Procariama simplex    |
|  |                       |

|  | Patagornis marshi                                                         |
|  |                                                                           |
|  | Andrewsornis abboti                                                       |
|  |                                                                           |
|  | Andalgalornis steulleti                                                   |
|  |                                                                           |
|  | Phorusrhacos longissimus                                                  |
|  |                                                                           |
|  | Titanis walleri                                                           |
|  |                                                                           |
|  | \| \| Devincenzia pozzi \| \| \| \| \| \| Kelenken guillermoi \| \| \| \| |
|  |                                                                           |
|  | Brontornis burmeisteri                                                    |
|  |                                                                           |
|  | Physornis fortis                                                          |
|  |                                                                           |
|  | Paraphysornis brasiliensis                                                |
|  |                                                                           |
|  | Devincenzia pozzi                                                         |
|  |                                                                           |
|  | Kelenken guillermoi                                                       |
|  |                                                                           |

|  | Devincenzia pozzi   |
|  |                     |
|  | Kelenken guillermoi |
|  |                     |

|  | Psilopterus bachmanni |
|  |                       |
|  | Psilopterus lemoinei  |
|  |                       |
|  | Psilopterus colzecus  |
|  |                       |
|  | Procariama simplex    |
|  |                       |

|  | Patagornis marshi                                                         |
|  |                                                                           |
|  | Andrewsornis abboti                                                       |
|  |                                                                           |
|  | Andalgalornis steulleti                                                   |
|  |                                                                           |
|  | Phorusrhacos longissimus                                                  |
|  |                                                                           |
|  | Titanis walleri                                                           |
|  |                                                                           |
|  | \| \| Devincenzia pozzi \| \| \| \| \| \| Kelenken guillermoi \| \| \| \| |
|  |                                                                           |
|  | Brontornis burmeisteri                                                    |
|  |                                                                           |
|  | Physornis fortis                                                          |
|  |                                                                           |
|  | Paraphysornis brasiliensis                                                |
|  |                                                                           |
|  | Devincenzia pozzi                                                         |
|  |                                                                           |
|  | Kelenken guillermoi                                                       |
|  |                                                                           |

|  | Devincenzia pozzi   |
|  |                     |
|  | Kelenken guillermoi |
|  |                     |

|  | Psilopterus bachmanni |
|  |                       |
|  | Psilopterus lemoinei  |
|  |                       |
|  | Psilopterus colzecus  |
|  |                       |
|  | Procariama simplex    |
|  |                       |

|  | Patagornis marshi                                                         |
|  |                                                                           |
|  | Andrewsornis abboti                                                       |
|  |                                                                           |
|  | Andalgalornis steulleti                                                   |
|  |                                                                           |
|  | Phorusrhacos longissimus                                                  |
|  |                                                                           |
|  | Titanis walleri                                                           |
|  |                                                                           |
|  | \| \| Devincenzia pozzi \| \| \| \| \| \| Kelenken guillermoi \| \| \| \| |
|  |                                                                           |
|  | Brontornis burmeisteri                                                    |
|  |                                                                           |
|  | Physornis fortis                                                          |
|  |                                                                           |
|  | Paraphysornis brasiliensis                                                |
|  |                                                                           |
|  | Devincenzia pozzi                                                         |
|  |                                                                           |
|  | Kelenken guillermoi                                                       |
|  |                                                                           |

|  | Devincenzia pozzi   |
|  |                     |
|  | Kelenken guillermoi |
|  |                     |

|  | Mesembriornis milneedwardsi |
|  |                             |
|  | Mesembriornis incertus      |
|  |                             |

|  | Psilopterus bachmanni |
|  |                       |
|  | Psilopterus lemoinei  |
|  |                       |
|  | Psilopterus colzecus  |
|  |                       |
|  | Procariama simplex    |
|  |                       |

|  | Patagornis marshi                                                         |
|  |                                                                           |
|  | Andrewsornis abboti                                                       |
|  |                                                                           |
|  | Andalgalornis steulleti                                                   |
|  |                                                                           |
|  | Phorusrhacos longissimus                                                  |
|  |                                                                           |
|  | Titanis walleri                                                           |
|  |                                                                           |
|  | \| \| Devincenzia pozzi \| \| \| \| \| \| Kelenken guillermoi \| \| \| \| |
|  |                                                                           |
|  | Brontornis burmeisteri                                                    |
|  |                                                                           |
|  | Physornis fortis                                                          |
|  |                                                                           |
|  | Paraphysornis brasiliensis                                                |
|  |                                                                           |
|  | Devincenzia pozzi                                                         |
|  |                                                                           |
|  | Kelenken guillermoi                                                       |
|  |                                                                           |

|  | Devincenzia pozzi   |
|  |                     |
|  | Kelenken guillermoi |
|  |                     |

|  | Psilopterus bachmanni |
|  |                       |
|  | Psilopterus lemoinei  |
|  |                       |
|  | Psilopterus colzecus  |
|  |                       |
|  | Procariama simplex    |
|  |                       |

|  | Patagornis marshi                                                         |
|  |                                                                           |
|  | Andrewsornis abboti                                                       |
|  |                                                                           |
|  | Andalgalornis steulleti                                                   |
|  |                                                                           |
|  | Phorusrhacos longissimus                                                  |
|  |                                                                           |
|  | Titanis walleri                                                           |
|  |                                                                           |
|  | \| \| Devincenzia pozzi \| \| \| \| \| \| Kelenken guillermoi \| \| \| \| |
|  |                                                                           |
|  | Brontornis burmeisteri                                                    |
|  |                                                                           |
|  | Physornis fortis                                                          |
|  |                                                                           |
|  | Paraphysornis brasiliensis                                                |
|  |                                                                           |
|  | Devincenzia pozzi                                                         |
|  |                                                                           |
|  | Kelenken guillermoi                                                       |
|  |                                                                           |

|  | Devincenzia pozzi   |
|  |                     |
|  | Kelenken guillermoi |
|  |                     |

|  | Psilopterus bachmanni |
|  |                       |
|  | Psilopterus lemoinei  |
|  |                       |
|  | Psilopterus colzecus  |
|  |                       |
|  | Procariama simplex    |
|  |                       |

|  | Patagornis marshi                                                         |
|  |                                                                           |
|  | Andrewsornis abboti                                                       |
|  |                                                                           |
|  | Andalgalornis steulleti                                                   |
|  |                                                                           |
|  | Phorusrhacos longissimus                                                  |
|  |                                                                           |
|  | Titanis walleri                                                           |
|  |                                                                           |
|  | \| \| Devincenzia pozzi \| \| \| \| \| \| Kelenken guillermoi \| \| \| \| |
|  |                                                                           |
|  | Brontornis burmeisteri                                                    |
|  |                                                                           |
|  | Physornis fortis                                                          |
|  |                                                                           |
|  | Paraphysornis brasiliensis                                                |
|  |                                                                           |
|  | Devincenzia pozzi                                                         |
|  |                                                                           |
|  | Kelenken guillermoi                                                       |
|  |                                                                           |

|  | Devincenzia pozzi   |
|  |                     |
|  | Kelenken guillermoi |
|  |                     |

|  | Psilopterus bachmanni |
|  |                       |
|  | Psilopterus lemoinei  |
|  |                       |
|  | Psilopterus colzecus  |
|  |                       |
|  | Procariama simplex    |
|  |                       |

|  | Patagornis marshi                                                         |
|  |                                                                           |
|  | Andrewsornis abboti                                                       |
|  |                                                                           |
|  | Andalgalornis steulleti                                                   |
|  |                                                                           |
|  | Phorusrhacos longissimus                                                  |
|  |                                                                           |
|  | Titanis walleri                                                           |
|  |                                                                           |
|  | \| \| Devincenzia pozzi \| \| \| \| \| \| Kelenken guillermoi \| \| \| \| |
|  |                                                                           |
|  | Brontornis burmeisteri                                                    |
|  |                                                                           |
|  | Physornis fortis                                                          |
|  |                                                                           |
|  | Paraphysornis brasiliensis                                                |
|  |                                                                           |
|  | Devincenzia pozzi                                                         |
|  |                                                                           |
|  | Kelenken guillermoi                                                       |
|  |                                                                           |

|  | Devincenzia pozzi   |
|  |                     |
|  | Kelenken guillermoi |
|  |                     |